# Храм Архангела Михаила (Курск)
Храм Арха́нгела Михаи́ла (Вознесе́нско-Миха́йловская церковь) — православный храм в Центральном округе города Курска. Входит в состав 2-го благочиния города Курска Курской епархии Русской православной церкви. Памятник архитектуры республиканского значения.

## История
Храм Архангела Михаила до открытия Вознесенской церкви в Казацкой слободе в 1888 году назывался Вознесенским, или Вознесенско-Михайловским.
Самое раннее упоминание о храме Вознесения Господня с приделом Архангела Михаила относится к 1635 году.
Нынешняя каменная церковь Вознесения Господня с приделом Архангела Михаила была построена в 1762—1767 годах на самой северной окраине Казацкой слободы («на гумнах»). Через 15 лет после окончания строительства храма, в 1782 году, Курск получил градостроительный план, утвержденный Екатериной II, по которому Казацкая слобода была перенесена на земли к северу, ранее используемые как сельскохозяйственные угодья. Таким образом, церковь вскоре оказалась в гуще жилой застройки. В 1830 году церковь получила с завода Самгина колокол в 211 пудов. В конце 1836 году были пристроены приделы храма, правый был освящён в 1838 году во имя Архангела Михаила, а левый — в 1841 году во имя святителя Митрофана, епископа Воронежского.В 1845 году в храме был заменён иконостас.
В 1863 году в храме был крещён лейтенант российского флота Александр Семёнович Сергеев, командир героического экипажа легендарного миноносца «Стерегущий».
Очередное обновление иконостаса произошло в 1883 году: 31 июля (12 августа) 1883 года состоялось освящение вновь устроенного главного иконостаса храма работы московского мастера Борисова.
В 1888 году из храма был перенесён престол Вознесения Господня в новый храм, построенный в Казацкой слободе, после чего храм стал называться Михайловским, а новый — Вознесенским.
В 1897 году при храме Архангела Михаила была учреждена мужская церковно-приходская школа, а в 1909 году — и женская, носившая имя крупного жертвователя — инженера Н. П. Конопатова. 6 (19) апреля 1905 года при храме открылось церковно-приходское попечительство, председателем которого стал настоятель церкви священник Иоанн Устрецкий. При храме имелась небольшая библиотека, состоявшая из 50 книг. В годы Первой мировой войны в одной из церковно-приходских школ было устроено общежитие для беженцев, рассчитанное на 25 человек.
В собственности храма находилось 6 десятин усадебной земли и 60 десятин пахотной при селе Касиново Курского уезда.
Михайловская церковь была закрыта в 1940 году, но уже в конце 1941 года богослужения были возобновлены. Во второй раз церковь закрывалась в 1961 году, в помещении храма сначала работала ремонтная мастерская «Кинопроката», затем его использовали под складские помещения ЦУМа. В бывшей маленькой церковной сторожке, расположенной на углу Михайловского переулка и ул. К. Либкнехта, в 1960—1970-е годы проживало несколько престарелых монахинь. В 1990 году здание, находившееся в плачевном состоянии (не было ни пола, ни окон, ни дверей — одни стены), было передано Курской епархии. 15 мая 1990 года в храме были возобновлены богослужения. 20 декабря 1999 года храм был освящен архиепископом Курским и Рыльским Ювеналием в честь Архистратига Михаила и прочих Небесных Сил Бесплотных, а также два придела: правый — в честь иконы Божьей Матери «Державной», а левый — в честь Митрофана Воронежского. В 2001 году крестным ходом из Знаменского собора была доставлена икона святого праведного воина адмирала Российского флота Фёдора Ушакова с частичкой его мощей. С благословения митрополита Курского и Рыльского Ювеналия на фасаде церкви была укреплена памятная доска с именем адмирала. 26 мая 2002 года в ограде Михайловского храма по инициативе, на средства и усилиями членов курского морского клуба «Кают-компания» был открыт и освящен Памятный знак курянам, погибшим на линкоре «Новороссийск».

## Архитектура и убранство храма
Кирпичный одноглавый храм в классическом стиле, по типу восьмерик на четверике, с трёхъярусной колокольней. Основное здание прямоугольное в плане, приземистое. Фасады имеют равный ритм проёмов, объединённых горизонтальным рустом, и акцентированы четырёхколонными портиками неполного тосканского ордера. Портик западного фасада позднее был перестроен под притвор. Восьмерик храма перекрыт сомкнутым сводом с главкой на высоком постаменте. Колокольня круглая, располагается на квадратном нижнем ярусе, увенчана шпилем.
В настоящее время храм имеет приделы святителя Митрофана Воронежского и иконы Божией Матери «Державной», дополнительный престол святого праведного воина Фёдора Ушакова.
Перед храмом установлен памятный знак, посвящённый морякам, погибшим на линкоре «Новороссийск».